# Алкмене
Алкмене — німецький сорт яблуні домашньої, який також називають Елі Віндзор. Один із клонів цього сорту зареєстрований під торговою маркою Ред Віндзор.
Його вивели селекціонери інституту кайзера Вільгельма між 1900 і 1949 роками в місті Мюнчеберг від схрещування сортів ренет оранжевий Кокса і боровинка. В результаті вони отримали яблука ранньо-середнього строку дозрівання, що є перевагою, з медовим присмаком схожим на ренет Кокса, але трішки різкішим. Головним чином вживають у свіжому вигляді.
Цвіте в ранньо-середні строки. Яблуня самобезплідна, а отже потребує перехресного запилення. Плоди середнього розміру з жовтуватим або дуже жовтим м'якушем. Шкірка має зеленувато-жовте тло з оранжево-червоним рум'янцем і яскраво вираженими червоними стрічками. Клон Ред Віндзор має більш виражений червоний рум'янець. Стійкий до парші, але цвіт чутливий до заморозків.
1998 року сорт алкмене виборов нагороду AGM Королівського товариства садівників.